# تپه کلاده کهنه
تپه کلا ده کهنه مربوط به دوره ایلخانی است و در شهرستان الیگودرز، بخش بشارت، دهستان پیشکوه ذلقی، ۲/۵کم جنوب شرقی روستای باغ واقع شده و این اثر در تاریخ ۷ خرداد ۱۳۸۷ با شمارهٔ ثبت ۲۲۷۸۹ به‌عنوان یکی از آثار ملی ایران به ثبت رسیده است.